# David Shire
David Lee Shire (Buffalo, 3 juli 1937) is een Amerikaans filmcomponist. Hij won in 1980 een Oscar voor het nummer "It Goes Like It Goes" van de film Norma Rae (1979).

## Biografie
David Shire werd in 1937 geboren in Buffalo (New York) als de zoon van Esther Miriam Sheinberg en Irving Daniel Shire, een orkestleider en pianoleraar. Zijn familie was joods. Hij studeerde in 1959 magna cum laude af aan Yale University. Hij volgde de richtingen Engels en muziek.
Van 1970 tot 1980 was hij gehuwd met actrice Talia Coppola, die sindsdien beter bekend is onder de naam Talia Shire. De twee kregen een zoon, Matthew. Sinds 1982 is Shire getrouwd met actrice Didi Conn. Ze hebben samen een zoon, Daniel, die een autismespectrumstoornis heeft.

### Film en televisie
In de jaren 1960 begon Shire muziek te componeren voor televisieseries. Een decennium later maakte hij de overstap naar films. Hij was in die periode gehuwd met actrice Talia Shire, zus van regisseur Francis Ford Coppola. Voor Coppola componeerde hij in 1974 de muziek van diens paranoiathriller The Conversation. Daarnaast schreef Shire ook muziek voor bekende films als The Taking of Pelham One Two Three (1974), All The President's Men (1976), Saturday Night Fever (1977) en Zodiac (2007).
In 1980 werd Shire twee keer genomineerd voor een Oscar in de categorie beste originele nummer. De nominaties waren voor "It Goes Like It Goes" van de film Norma Rae (1979) en "Theme from The Promise (I'll Never Say 'Goodbye')" van The Promise (1979). Shire won de Oscar uiteindelijk voor Norma Rae. Daarnaast werd hij ook vijf keer genomineerd voor een Emmy Award.

### Theater
Als pianist maakte Shire deel uit van de theaterproducties The Fantasticks en Funny Girl, dat later ook verfilmd werd. Shire was ook een poos de muzikale begeleider van Barbra Streisand, die de hoofdrol vertolkte in Funny Girl.
Shire vormde meestal een duo met tekstschrijver Richard Maltby jr., die hij had leren kennen tijdens zijn studiejaren aan Yale University. De twee werkten samen aan onder meer de Broadwayshows Baby (1983) en Big (1996), de musicalversie van de gelijknamige film uit 1988.

## Filmografie
- 1971: One More Train to Rob
- 1971: Drive, He Said
- 1971: Summertree
- 1971: Skin Game
- 1972: To Find a Man
- 1973: Steelyard Blues
- 1973: Two People
- 1973: Class of '44
- 1973: Showdown
- 1974: The Conversation
- 1974: The Taking of Pelham One Two Three
- 1975: The Fortune
- 1975: Farewell, My Lovely
- 1975: The Hindenburg
- 1976: All the President's Men
- 1976: Harry and Walter Go to New York
- 1976: The Big Bus
- 1977: Saturday Night Fever (additioneel muziek)
- 1978: Straight Time
- 1979: Norma Rae
- 1979: Fast Break
- 1979: The Promise
- 1979: Old Boyfriends
- 1981: The Night the Lights Went Out in Georgia
- 1981: Only When I Laugh
- 1981: Paternity
- 1982: The World According to Garp
- 1983: Max Dugan Returns
- 1984: Oh, God! You Devil
- 1984: 2010: The Year We Make Contact
- 1985: Return to Oz
- 1986: Short Circuit
- 1986: 'night, Mother
- 1988: Vice Versa
- 1988: Backfire
- 1988: Monkey Shines
- 1991: Paris Trout
- 1992: Bed & Breakfast
- 1995: One Night Stand
- 2002: Two Against Time (televisiefilm)
- 2002: Ash Wednesday
- 2004: The Tollbooth
- 2007: Zodiac
- 2009: Beyond a Reasonable Doubt
- 2015: Quitters
- 2015: Walk On By
- 2016: The American Side
- 2017: Love Sfter Love

## Prijzen en nominaties
| Jaar | Prijs          | Categorie              | Muziek / Film                                                              | Uitslag     |
| ---- | -------------- | ---------------------- | -------------------------------------------------------------------------- | ----------- |
| 1980 | Academy Awards | Beste originele nummer | "It Goes Like It Goes" van Norma Rae (1979)                                | Gewonnen    |
| 1980 | Academy Awards | Beste originele nummer | "Theme from The Promise (I'll Never Say 'Goodbye')" van The Promise (1979) | Genomineerd |